# Familjegudstjänst
En familjegudstjänst eller familjemässa är en gudstjänst som firas i kyrkan, och som anpassats så att såväl barn som unga och vuxna kan delta tillsammans i aktiviteterna. Signifikativt är att barnen kan delta under hela gudstjänsten, och att gudstjänsten ofta är förkortad för barnens skull. Ibland medverkar barn och ungdomar själva i gudstjänsten, exempelvis i form av en barnkör. Undervisningen kan utgöras av en mycket kort predikan eller appell, ofta kompletterad med drama. Familjegudstjänster kan förekomma vid terminsavslutning av söndagsskola och i samband med annan barnverksamhet.